# Teofilatto
Teofilatto (latino: Theophylactus; 860 circa – Roma, 920-924) è stato un militare e politico italiano.
Fu superista e vestararius e governò di fatto Roma con i titoli di senator Romanorum e di gloriosissimus dux nel primo quarto del X secolo.

## Biografia
Il patrizio Teofilatto apparteneva alla cerchia degli Optimates romani, ricchi latifondisti, ecclesiastici e alti funzionari che, a partire dal VII secolo, in epoca bizantina e fino a tutto l'XI secolo, si erano attribuiti le funzioni dell'antico Senato romano con il nuovo nome di Ordo senatorius.
Esponente del partito "spoletino" e antiformosiano, il suo nome compare nelle fonti nel 901 come partecipante in un placito dell'imperatore Ludovico III di Provenza in qualità di judex palatinus insieme ad altri nobili romani, tra i quali Crescenzio. In tale documento viene descritto come figlio del nomenclator Gregorio (anni 875-885), forse identificabile con l'"apocrisario" presso la corte di Costantinopoli al tempo di papa Giovanni VIII (872-882), figlio a sua volta del nomenclator Teofilatto (a. 826). Queste importanti cariche ricoperte nella corte pontificia rivelerebbero la solida posizione e il radicamento della sua famiglia nell'ambito del Palatium o Patriarchium pontificium (palazzo del Laterano) già nella seconda metà del IX secolo.
Secondo alcuni storici la sua residenza si trovava nei pressi del Quirinale, vicino alla basilica dei Santi Apostoli (anche se secondo altri l'ipotesi apparirebbe dubbia). Prese in moglie l'aristocratica romana Teodora.
Nel 904 Teofilatto sostenne la ri-elezione di papa Sergio III, suo probabile parente, e ottenne i titoli di magister militum e di Sacri palatii vestararius, a cui si aggiunsero i titoli di gloriosissimus dux e di senator Romanorum. Attraverso il primato sull'aristocrazia di Roma, Teofilatto e la sua famiglia ebbero il controllo della città: egli assunse di fatto il governo assoluto, limitando i poteri dello stesso papato e determinandone spesso la politica, ponendo le basi di un governo che sulla base delle fonti di poco successive, generalmente ostili, fu definito Saeculum obscurum (la cosiddetta "pornocrazia romana"). Tale concentrazione di potere, se non lo rese, come disse lo storico Pietro Fedele, il più potente d'Europa, senz'altro gli consentì di essere uno degli uomini più ricchi e influenti dell'Occidente cristiano della sua epoca. Il dominio di Teofilatto si protrasse per circa un ventennio, fino alla sua morte.
Attorno al 910 concesse la figlia Marozia in moglie al di lui forse coetaneo Alberico, duca di Spoleto, con il quale era alleato da circa un decennio. Come rappresentante di papa Giovanni X (914-928) ebbe il mandato di stringere accordi con i principi longobardi dell'Italia centro-meridionale, principali artefici della lega anti-araba, a cui aveva già contribuito il defunto principe Atenolfo I di Capua, mediante i quali con l'appoggio militare di Alberico di Spoleto nel 915 riuscì a sconfiggere i Saraceni stanziatisi presso il Garigliano, dopo aver subito per circa 40 anni i saccheggi di Roma e dei dintorni dell'Urbe.
Non è ancora accertato se Gregorio de Tusculana (ca. 950 circa - ca. 1010), il capostipite dei conti di Tuscolo da cui discesero i Colonna, fosse uno dei figli di Alberico di Roma, o secondo la più recente storiografia, discenda da un altro Teofilatto consul et dux e vestararius, forse figlio di Teofilatto suo omonimo premorto al padre.
Non comparendo altre sue notizie oltre il 915, si ritiene sia morto tra il 920 e il 924.

## Discendenza
Dalla moglie Teodora ebbe numerosi figli, tra i quali:
- Maria detta "Mariozza" (Marozia), moglie di Alberico, duca di Spoleto
- Teodora (II), sposata al romano Giovanni Crescenzi[15]
- Teofilatto (II), vestararius, premorto al padre
- Sergia e Bonifacio, scomparsi in giovane età e sepolti nella chiesa di Santa Maria Maggiore[16].

## Albero genealogico
|                                            |                                            |                                            |                                            |                                            |                                            |  |  |                                        |                                        |                                        |                                        |                                        |                                        | Teofilatto, c. 860–924 | Teofilatto, c. 860–924 | Teofilatto, c. 860–924      | Teofilatto, c. 860–924      | Teofilatto, c. 860–924      | Teofilatto, c. 860–924      |                             |                             | Teodora | Teodora | Teodora                     | Teodora                     | Teodora                     | Teodora                     |                             |                             |                         |                         |         |         |              |              |              |              |                            |                            |                            |                            |                            |                            |                    |                    |                    |                    |                       |                       |                       |                       |                       |                       |  |  |
|                                            |                                            |                                            |                                            |                                            |                                            |  |  |                                        |                                        |                                        |                                        |                                        |                                        | Teofilatto, c. 860–924 | Teofilatto, c. 860–924 | Teofilatto, c. 860–924      | Teofilatto, c. 860–924      | Teofilatto, c. 860–924      | Teofilatto, c. 860–924      |                             |                             | Teodora | Teodora | Teodora                     | Teodora                     | Teodora                     | Teodora                     |                             |                             |                         |                         |         |         |              |              |              |              |                            |                            |                            |                            |                            |                            |                    |                    |                    |                    |                       |                       |                       |                       |                       |                       |  |  |
|                                            |                                            |                                            |                                            |                                            |                                            |  |  |                                        |                                        |                                        |                                        |                                        |                                        |                        |                        |                             |                             |                             |                             |                             |                             |         |         |                             |                             |                             |                             |                             |                             |                         |                         |         |         |              |              |              |              |                            |                            |                            |                            |                            |                            |                    |                    |                    |                    |                       |                       |                       |                       |                       |                       |  |  |
|                                            |                                            |                                            |                                            |                                            |                                            |  |  |                                        |                                        |                                        |                                        |                                        |                                        |                        |                        |                             |                             |                             |                             |                             |                             |         |         |                             |                             |                             |                             |                             |                             |                         |                         |         |         |              |              |              |              |                            |                            |                            |                            |                            |                            |                    |                    |                    |                    |                       |                       |                       |                       |                       |                       |  |  |
| Ugo d'Italia 887-948 (sposato con Marozia) | Ugo d'Italia 887-948 (sposato con Marozia) | Ugo d'Italia 887-948 (sposato con Marozia) | Ugo d'Italia 887-948 (sposato con Marozia) | Ugo d'Italia 887-948 (sposato con Marozia) | Ugo d'Italia 887-948 (sposato con Marozia) |  |  | Alberico di Spoleto d. 925             | Alberico di Spoleto d. 925             | Alberico di Spoleto d. 925             | Alberico di Spoleto d. 925             | Alberico di Spoleto d. 925             | Alberico di Spoleto d. 925             |                        |                        | Marozia 890–937             | Marozia 890–937             | Marozia 890–937             | Marozia 890–937             | Marozia 890–937             | Marozia 890–937             |         |         |                             |                             | Papa Sergio III 904–911     | Papa Sergio III 904–911     | Papa Sergio III 904–911     | Papa Sergio III 904–911     | Papa Sergio III 904–911 | Papa Sergio III 904–911 |         |         | Teodora      | Teodora      | Teodora      | Teodora      | Teodora                    | Teodora                    |                            |                            |                            |                            | Graziano (Console) | Graziano (Console) | Graziano (Console) | Graziano (Console) | Graziano (Console)    | Graziano (Console)    |                       |                       |                       |                       |  |  |
| Ugo d'Italia 887-948 (sposato con Marozia) | Ugo d'Italia 887-948 (sposato con Marozia) | Ugo d'Italia 887-948 (sposato con Marozia) | Ugo d'Italia 887-948 (sposato con Marozia) | Ugo d'Italia 887-948 (sposato con Marozia) | Ugo d'Italia 887-948 (sposato con Marozia) |  |  | Alberico di Spoleto d. 925             | Alberico di Spoleto d. 925             | Alberico di Spoleto d. 925             | Alberico di Spoleto d. 925             | Alberico di Spoleto d. 925             | Alberico di Spoleto d. 925             |                        |                        | Marozia 890–937             | Marozia 890–937             | Marozia 890–937             | Marozia 890–937             | Marozia 890–937             | Marozia 890–937             |         |         |                             |                             | Papa Sergio III 904–911     | Papa Sergio III 904–911     | Papa Sergio III 904–911     | Papa Sergio III 904–911     | Papa Sergio III 904–911 | Papa Sergio III 904–911 |         |         | Teodora      | Teodora      | Teodora      | Teodora      | Teodora                    | Teodora                    |                            |                            |                            |                            | Graziano (Console) | Graziano (Console) | Graziano (Console) | Graziano (Console) | Graziano (Console)    | Graziano (Console)    |                       |                       |                       |                       |  |  |
|                                            |                                            |                                            |                                            |                                            |                                            |  |  |                                        |                                        |                                        |                                        |                                        |                                        |                        |                        |                             |                             |                             |                             |                             |                             |         |         |                             |                             |                             |                             |                             |                             |                         |                         |         |         |              |              |              |              |                            |                            |                            |                            |                            |                            |                    |                    |                    |                    |                       |                       |                       |                       |                       |                       |  |  |
|                                            |                                            |                                            |                                            |                                            |                                            |  |  |                                        |                                        |                                        |                                        |                                        |                                        |                        |                        |                             |                             |                             |                             |                             |                             |         |         |                             |                             |                             |                             |                             |                             |                         |                         |         |         |              |              |              |              |                            |                            |                            |                            |                            |                            |                    |                    |                    |                    |                       |                       |                       |                       |                       |                       |  |  |
| Alda di Vienne                             | Alda di Vienne                             | Alda di Vienne                             | Alda di Vienne                             | Alda di Vienne                             | Alda di Vienne                             |  |  | Alberico di Roma 905–954               | Alberico di Roma 905–954               | Alberico di Roma 905–954               | Alberico di Roma 905–954               | Alberico di Roma 905–954               | Alberico di Roma 905–954               |                        |                        | Davide o Deodato            | Davide o Deodato            | Davide o Deodato            | Davide o Deodato            | Davide o Deodato            | Davide o Deodato            |         |         | Papa Giovanni XI 931–935    | Papa Giovanni XI 931–935    | Papa Giovanni XI 931–935    | Papa Giovanni XI 931–935    | Papa Giovanni XI 931–935    | Papa Giovanni XI 931–935    |                         |                         |         |         | Teodora (II) | Teodora (II) | Teodora (II) | Teodora (II) | Teodora (II)               | Teodora (II)               |                            |                            |                            |                            | Giovanni Crescenzi | Giovanni Crescenzi | Giovanni Crescenzi | Giovanni Crescenzi | Giovanni Crescenzi    | Giovanni Crescenzi    |                       |                       |                       |                       |  |  |
| Alda di Vienne                             | Alda di Vienne                             | Alda di Vienne                             | Alda di Vienne                             | Alda di Vienne                             | Alda di Vienne                             |  |  | Alberico di Roma 905–954               | Alberico di Roma 905–954               | Alberico di Roma 905–954               | Alberico di Roma 905–954               | Alberico di Roma 905–954               | Alberico di Roma 905–954               |                        |                        | Davide o Deodato            | Davide o Deodato            | Davide o Deodato            | Davide o Deodato            | Davide o Deodato            | Davide o Deodato            |         |         | Papa Giovanni XI 931–935    | Papa Giovanni XI 931–935    | Papa Giovanni XI 931–935    | Papa Giovanni XI 931–935    | Papa Giovanni XI 931–935    | Papa Giovanni XI 931–935    |                         |                         |         |         | Teodora (II) | Teodora (II) | Teodora (II) | Teodora (II) | Teodora (II)               | Teodora (II)               |                            |                            |                            |                            | Giovanni Crescenzi | Giovanni Crescenzi | Giovanni Crescenzi | Giovanni Crescenzi | Giovanni Crescenzi    | Giovanni Crescenzi    |                       |                       |                       |                       |  |  |
|                                            |                                            |                                            |                                            |                                            |                                            |  |  |                                        |                                        |                                        |                                        |                                        |                                        |                        |                        |                             |                             |                             |                             |                             |                             |         |         |                             |                             |                             |                             |                             |                             |                         |                         |         |         |              |              |              |              |                            |                            |                            |                            |                            |                            |                    |                    |                    |                    |                       |                       |                       |                       |                       |                       |  |  |
|                                            |                                            |                                            |                                            |                                            |                                            |  |  |                                        |                                        |                                        |                                        |                                        |                                        |                        |                        |                             |                             |                             |                             |                             |                             |         |         |                             |                             |                             |                             |                             |                             |                         |                         |         |         |              |              |              |              |                            |                            |                            |                            |                            |                            |                    |                    |                    |                    |                       |                       |                       |                       |                       |                       |  |  |
| Teofilatto (?)                             | Teofilatto (?)                             | Teofilatto (?)                             | Teofilatto (?)                             | Teofilatto (?)                             | Teofilatto (?)                             |  |  | Papa Giovanni XII 955–964              | Papa Giovanni XII 955–964              | Papa Giovanni XII 955–964              | Papa Giovanni XII 955–964              | Papa Giovanni XII 955–964              | Papa Giovanni XII 955–964              |                        |                        | Papa Benedetto VII 974-983  | Papa Benedetto VII 974-983  | Papa Benedetto VII 974-983  | Papa Benedetto VII 974-983  | Papa Benedetto VII 974-983  | Papa Benedetto VII 974-983  |         |         |                             |                             |                             |                             | Marozia                     | Marozia                     | Marozia                 | Marozia                 | Marozia | Marozia |              |              |              |              | Papa Giovanni XIII 965–972 | Papa Giovanni XIII 965–972 | Papa Giovanni XIII 965–972 | Papa Giovanni XIII 965–972 | Papa Giovanni XIII 965–972 | Papa Giovanni XIII 965–972 |                    |                    |                    |                    | Crescenzio il Vecchio | Crescenzio il Vecchio | Crescenzio il Vecchio | Crescenzio il Vecchio | Crescenzio il Vecchio | Crescenzio il Vecchio |  |  |
| Teofilatto (?)                             | Teofilatto (?)                             | Teofilatto (?)                             | Teofilatto (?)                             | Teofilatto (?)                             | Teofilatto (?)                             |  |  | Papa Giovanni XII 955–964              | Papa Giovanni XII 955–964              | Papa Giovanni XII 955–964              | Papa Giovanni XII 955–964              | Papa Giovanni XII 955–964              | Papa Giovanni XII 955–964              |                        |                        | Papa Benedetto VII 974-983  | Papa Benedetto VII 974-983  | Papa Benedetto VII 974-983  | Papa Benedetto VII 974-983  | Papa Benedetto VII 974-983  | Papa Benedetto VII 974-983  |         |         |                             |                             |                             |                             | Marozia                     | Marozia                     | Marozia                 | Marozia                 | Marozia | Marozia |              |              |              |              | Papa Giovanni XIII 965–972 | Papa Giovanni XIII 965–972 | Papa Giovanni XIII 965–972 | Papa Giovanni XIII 965–972 | Papa Giovanni XIII 965–972 | Papa Giovanni XIII 965–972 |                    |                    |                    |                    | Crescenzio il Vecchio | Crescenzio il Vecchio | Crescenzio il Vecchio | Crescenzio il Vecchio | Crescenzio il Vecchio | Crescenzio il Vecchio |  |  |
|                                            |                                            |                                            |                                            |                                            |                                            |  |  |                                        |                                        |                                        |                                        |                                        |                                        |                        |                        |                             |                             |                             |                             |                             |                             |         |         |                             |                             |                             |                             |                             |                             |                         |                         |         |         |              |              |              |              |                            |                            |                            |                            |                            |                            |                    |                    |                    |                    |                       |                       |                       |                       |                       |                       |  |  |
| Gregorio I, conte di Tuscolo c. 950–1010   |                                            |                                            |                                            |                                            |                                            |  |  |                                        |                                        |                                        |                                        |                                        |                                        |                        |                        |                             |                             |                             |                             |                             |                             |         |         |                             |                             |                             |                             |                             |                             |                         |                         |         |         |              |              |              |              |                            |                            |                            |                            |                            |                            |                    |                    |                    |                    |                       |                       |                       |                       |                       |                       |  |  |
|                                            |                                            |                                            |                                            |                                            |                                            |  |  |                                        |                                        |                                        |                                        |                                        |                                        |                        |                        |                             |                             |                             |                             |                             |                             |         |         |                             |                             |                             |                             |                             |                             |                         |                         |         |         |              |              |              |              |                            |                            |                            |                            |                            |                            |                    |                    |                    |                    |                       |                       |                       |                       |                       |                       |  |  |
|                                            |                                            |                                            |                                            |                                            |                                            |  |  |                                        |                                        |                                        |                                        |                                        |                                        |                        |                        |                             |                             |                             |                             |                             |                             |         |         |                             |                             |                             |                             |                             |                             |                         |                         |         |         |              |              |              |              |                            |                            |                            |                            |                            |                            |                    |                    |                    |                    |                       |                       |                       |                       |                       |                       |  |  |
|                                            |                                            |                                            |                                            |                                            |                                            |  |  |                                        |                                        |                                        |                                        |                                        |                                        |                        |                        |                             |                             |                             |                             |                             |                             |         |         |                             |                             |                             |                             |                             |                             |                         |                         |         |         |              |              |              |              |                            |                            |                            |                            |                            |                            |                    |                    |                    |                    |                       |                       |                       |                       |                       |                       |  |  |
| Papa Benedetto VIII 1012–1024              | Papa Benedetto VIII 1012–1024              | Papa Benedetto VIII 1012–1024              | Papa Benedetto VIII 1012–1024              | Papa Benedetto VIII 1012–1024              | Papa Benedetto VIII 1012–1024              |  |  | Alberico III, conte di Tuscolo d. 1044 | Alberico III, conte di Tuscolo d. 1044 | Alberico III, conte di Tuscolo d. 1044 | Alberico III, conte di Tuscolo d. 1044 | Alberico III, conte di Tuscolo d. 1044 | Alberico III, conte di Tuscolo d. 1044 |                        |                        | Papa Giovanni XIX 1024–1032 | Papa Giovanni XIX 1024–1032 | Papa Giovanni XIX 1024–1032 | Papa Giovanni XIX 1024–1032 | Papa Giovanni XIX 1024–1032 | Papa Giovanni XIX 1024–1032 |         |         |                             |                             |                             |                             |                             |                             |                         |                         |         |         |              |              |              |              |                            |                            |                            |                            |                            |                            |                    |                    |                    |                    |                       |                       |                       |                       |                       |                       |  |  |
| Papa Benedetto VIII 1012–1024              | Papa Benedetto VIII 1012–1024              | Papa Benedetto VIII 1012–1024              | Papa Benedetto VIII 1012–1024              | Papa Benedetto VIII 1012–1024              | Papa Benedetto VIII 1012–1024              |  |  | Alberico III, conte di Tuscolo d. 1044 | Alberico III, conte di Tuscolo d. 1044 | Alberico III, conte di Tuscolo d. 1044 | Alberico III, conte di Tuscolo d. 1044 | Alberico III, conte di Tuscolo d. 1044 | Alberico III, conte di Tuscolo d. 1044 |                        |                        | Papa Giovanni XIX 1024–1032 | Papa Giovanni XIX 1024–1032 | Papa Giovanni XIX 1024–1032 | Papa Giovanni XIX 1024–1032 | Papa Giovanni XIX 1024–1032 | Papa Giovanni XIX 1024–1032 |         |         |                             |                             |                             |                             |                             |                             |                         |                         |         |         |              |              |              |              |                            |                            |                            |                            |                            |                            |                    |                    |                    |                    |                       |                       |                       |                       |                       |                       |  |  |
|                                            |                                            |                                            |                                            |                                            |                                            |  |  |                                        |                                        |                                        |                                        |                                        |                                        |                        |                        |                             |                             |                             |                             |                             |                             |         |         |                             |                             |                             |                             |                             |                             |                         |                         |         |         |              |              |              |              |                            |                            |                            |                            |                            |                            |                    |                    |                    |                    |                       |                       |                       |                       |                       |                       |  |  |
| Pietro, duca dei Romani                    | Pietro, duca dei Romani                    | Pietro, duca dei Romani                    | Pietro, duca dei Romani                    | Pietro, duca dei Romani                    | Pietro, duca dei Romani                    |  |  | Gaio                                   | Gaio                                   | Gaio                                   | Gaio                                   | Gaio                                   | Gaio                                   |                        |                        | Ottaviano                   | Ottaviano                   | Ottaviano                   | Ottaviano                   | Ottaviano                   | Ottaviano                   |         |         | Papa Benedetto IX 1032–1048 | Papa Benedetto IX 1032–1048 | Papa Benedetto IX 1032–1048 | Papa Benedetto IX 1032–1048 | Papa Benedetto IX 1032–1048 | Papa Benedetto IX 1032–1048 |                         |                         |         |         |              |              |              |              |                            |                            |                            |                            |                            |                            |                    |                    |                    |                    |                       |                       |                       |                       |                       |                       |  |  |